# Лаєл (селище, Нью-Йорк)
Лаєл (англ. Lisle) — селище (англ. village) в США, в окрузі Брум штату Нью-Йорк. Населення — 348 осіб (2020).

## Географія
Лаєл розташований за координатами 42°20′57″ пн. ш. 76°0′20″ зх. д. / 42.34917° пн. ш. 76.00556° зх. д. (42.349054, -76.005522).  За даними Бюро перепису населення США в 2010 році селище мало площу 2,43 км², уся площа — суходіл.

## Демографія
Згідно з переписом 2010 року, у селищі мешкало 320 осіб у 130 домогосподарствах у складі 86 родин. Густота населення становила 132 особи/км².  Було 141 помешкання (58/км²).
Расовий склад населення:
| - 97,8 % — білих - 0,9 % — чорних або афроамериканців - 0,6 % — корінних американців |

До двох чи більше рас належало 0,6 %. Частка іспаномовних становила 0,6 % від усіх жителів.
За віковим діапазоном населення розподілялося таким чином: 26,9 % — особи молодші 18 років, 62,2 % — особи у віці 18—64 років, 10,9 % — особи у віці 65 років та старші. Медіана віку мешканця становила 32,8 року. На 100 осіб жіночої статі у селищі припадало 93,9 чоловіків;  на 100 жінок у віці від 18 років та старших — 90,2 чоловіків також старших 18 років.
Середній дохід на одне домашнє господарство  становив 55 910 доларів США (медіана — 48 750), а середній дохід на одну сім'ю — 70 112 долари (медіана — 50 417). За межею бідності перебувало 21,8 % осіб, у тому числі 38,2 % дітей у віці до 18 років та 12,0 % осіб у віці 65 років та старших.
Цивільне працевлаштоване населення становило 88 осіб. Основні галузі зайнятості: освіта, охорона здоров'я та соціальна допомога — 27,3 %, виробництво — 19,3 %, мистецтво, розваги та відпочинок — 9,1 %, будівництво — 8,0 %.